# Henri Sacchi
 (octobre 2007).
Si vous disposez d'ouvrages ou d'articles de référence ou si vous connaissez des sites web de qualité traitant du thème abordé ici, merci de compléter l'article en donnant les références utiles à sa vérifiabilité et en les liant à la section « Notes et références ».
Henri Sacchi est un écrivain français, né le 25 mai 1952 à Paris, auteur d’études historiques sur le XVIIe siècle et de romans d’aventures.

## Biographie
Henri Sacchi naît à Paris, rue La Fontaine, le 25 mai 1952. Son père, immigré italien, est arrivé en France en 1947 après un séjour en Afrique orientale. Sa mère, de souche alsacienne et parisienne, est une aquarelliste.
Il passe son enfance dans la banlieue sud de Paris et effectue ses études secondaires dans un internat à Bagneux.
Il poursuit des études scientifiques au Quartier latin et obtient un diplôme d’ingénieur de l’École des Travaux Publics. Il exerce des activités commerciales au sein de différentes entreprises du bâtiment sans renoncer à ses aspirations littéraires.
C’est en 1980 qu’il se lance dans l’écriture d’une histoire de la Guerre de Trente Ans, à laquelle il consacre près de dix années de travail. Ce qui devait être au départ une simple monographie devient une documentation sur tous les aspects de la vie politique, diplomatique, militaire, sociale et intellectuelle de l’Europe au XVIIe siècle.
Publiée en 1991, cette trilogie (L’ombre de Charles-Quint, L’Empire supplicié, Cendres et renouveau) sera remaniée, complétée et rééditée en 2003.
En 1994, Henri Sacchi publie son premier roman, La Dogaresse, qui obtient le prix de la Fondation Charles Oulmont (sous l’égide de la Fondation de France).
Itiwana est un roman qui dépeint les traditions indiennes et leur lien spirituel avec la nature ainsi que la lutte immémoriale du bien et du mal.
L’empereur de jade est un nouveau chassé-croisé d’évocations historiques (la Chine au temps du premier empereur, Qin Shi Huang, puis à l’époque maoïste) et d’intrigues politiques et policières qui explorent le mythe taoïste de l’immortalité.
L’or des Suédois est un roman historique qui a pour cadre la Franche-Comté pendant la Guerre de Trente Ans. Il sera publié en feuilleton dans L'Est républicain et concourra pour le prix Jean d’Heurs en 1999.
Le roi près du ciel conte l’histoire d’un homme brisé par le destin qui tente de se reconstruire au contact d’un peuple oublié de la haute Asie centrale.
En 2007, Henri Sacchi entame une série d’aventures, Les Cahiers bleus de Victor Lempereur, dont le héros, un jeune enquêteur français, entiché d’aviation et de progrès technique, parcourt le monde entre 1920 et 1935 en posant son regard sur les drames humains auxquels il est confronté. Le premier opus s’intitule Les Nébuleuses de Magellanet se déroule au Chili en 1924. La deuxième enquête, L’Archipel des damnés, entraîne le lecteur dans l’Union soviétique de 1926, au début de l’ère stalinienne.
Le sang des pins est un roman policier qui mène le héros, dans l’odeur des pins des Landes, l’iode des plages basques et l’âpre beauté des Pyrénées à découvrir la véritable identité et le passé compliqué de son père gemmeur de pins.
A la fois roman historique, thriller ésotérique et récit initiatique, Le Miroir d'Abraham est un roman haletant qui transporte le lecteur dans le temps et l'espace (Europe, Liban, Egypte, Syrie, Jérusalem...) suivant le principe de "chapitres croisés" déjà utilisés dans plusieurs autres ouvrages de l'auteur.
De 2015 à 2018, Henri Sacchi travaille à nouveau sur la Guerre de Trente Ans comme conseiller historique de la série télévisée " Un Âge de Fer - La Guerre de Trente Ans ", réalisée par Philippe Bérenger et Henrike Sandner, et diffusée par Arte en octobre 2018.

## Publications

### Étude historique
- 1991 : La Guerre de Trente Ans, L’Harmattan (réédité en 2003)
  - tome 1 : L’ombre de Charles-Quint  (ISBN 2-7475-2300-4)
  - tome 2 : L’Empire supplicié  (ISBN 2-74752301-2)
  - tome 3 : Cendres et renouveau  (ISBN 2-7475-2302-0)

### Romans
- 1994 : La Dogaresse, Le Seuil, coll. Points no 77 -  Prix de la Fondation C. Oulmont
- 1996 : Itiwana, Le Seuil
- 1997 : L’Empereur de Jade, Le Seuil
- 1998 : L’or des Suédois, Cêtre (réédité en 2007)
- 2006 : Le roi près du ciel, France-Empire
- 2008 : Les Cahiers Bleus de Victor Lempereur : Les Nébuleuses de Magellan, Le Seuil
- 2009 : Le sang des pins, Aubéron
- 2012 : L’Archipel des damnés, les enquêtes de Victor Lempereur, [présentation en ligne]
- 2016 : Le Miroir d'Abraham, L'Harmattan

### Articles
- Historia : La Guerre de Trente ans
- Historama : Ferdinand II, empereur de la Contre-Réforme
- Historia : Les traités de Westphalie
- Revue des Célébrations Nationales 2011 du Ministère de la Culture : "Turenne"[2]

## Filmographie

### Télévision
- Un Âge de Fer - La Guerre de Trente ans [3] - H. Sacchi, conseiller historique du documentaire fiction en six épisodes de P. Bérenger et H. Sandner, diffusé par Arte les 13 et 20 octobre 2018.